# Countdown to War
Countdown to War es una película para televisión de 1989 realizada por el canal PBS donde se describen los sucesos ocurridos entre el 15 de marzo de 1939, cuando el ejército alemán comandado por Adolf Hitler invade el Protectorado de Bohemia y Moravia (área de Checoslovaquia), hasta el 3 de septiembre de 1939, fecha en la que Francia e Inglaterra declaran de forma conjunta la guerra a Alemania, dando comienzo así la Segunda Guerra Mundial. El metraje de la película está dividido en 4 escenarios diferentes: el despacho de Mussolini, la cancillería de Hitler, el Kremlin de Stalin y el gabinete de Chamberlain. El guion se construye partiendo de cartas privadas, diarios personales y registros oficiales de los encuentros entre los diferentes líderes. La película está protagonizada por Ian McKellen, Michael Aldridge, Alex Norton y Barrie Rutter

## Sinopsis
Los líderes más poderosos de Europa trazan desesperadamente sus estrategias, tratando de determinar los próximos pasos que darán tanto sus aliados como sus enemigos. Las reuniones privadas, las discusiones, la angustia y las batallas personales cambiarán el curso de la historia. La Segunda Guerra Mundial está a punto de comenzar.

## Reparto
- Ian McKellen - Adolf Hitler
- Michael Aldridge - Neville Chamberlain
- Alex Norton - Iósif Stalin
- Barrie Rutter - Benito Mussolini
- John Woodvine - Joachim von Ribbentrop
- Peter Vaughan - Hermann Göring
- Tony Britton - Nevile Henderson

## Disponibilidad
Countdown to War no ha sido editada en DVD ni Blu-ray en España. En Estados Unidos ha sido editada en DVD el 22 de enero de 2008..